# 野貓嬉春
《野貓嬉春》（英語：What's Up, Tiger Lily?）是1966年4月上映的美國喜劇片，為美國導演伍迪·艾倫的處女作。大部分內容從日本1964年國際秘密警察：火藥之樽和1965年國際秘密警察：鍵之鍵兩部電影作品剪接而來，並且使用英語配音，讓日本動作片有了美式風格。這部電影雖然在當時並未獲得極大商業成功，但它的創新手法影響了後來的喜劇電影製作。

## 演員
- 伍迪·艾倫
- Louise Lasser
- 三橋達也
- 佐藤允
- 若林映子
- 濱美枝
- 水野久美
- 星由里子
- 黑部進
- 中丸忠雄
- 堺左千夫
- 天本英世